# Peripsychoda adusta
Peripsychoda adusta är en tvåvingeart som först beskrevs av Quate 1967.  Peripsychoda adusta ingår i släktet Peripsychoda och familjen fjärilsmyggor. Inga underarter finns listade i Catalogue of Life.